# César Mange de Hauke
Pour les articles homonymes, voir Mange.
César Mange de Hauke, plus souvent appelé César M. de Hauke ou César de Hauke, né le 8 mars 1900 et mort le 15 juin 1965, est un marchand d'art français, spécialiste de dessin et de peinture modernes, notamment de l'œuvre de Georges Seurat.

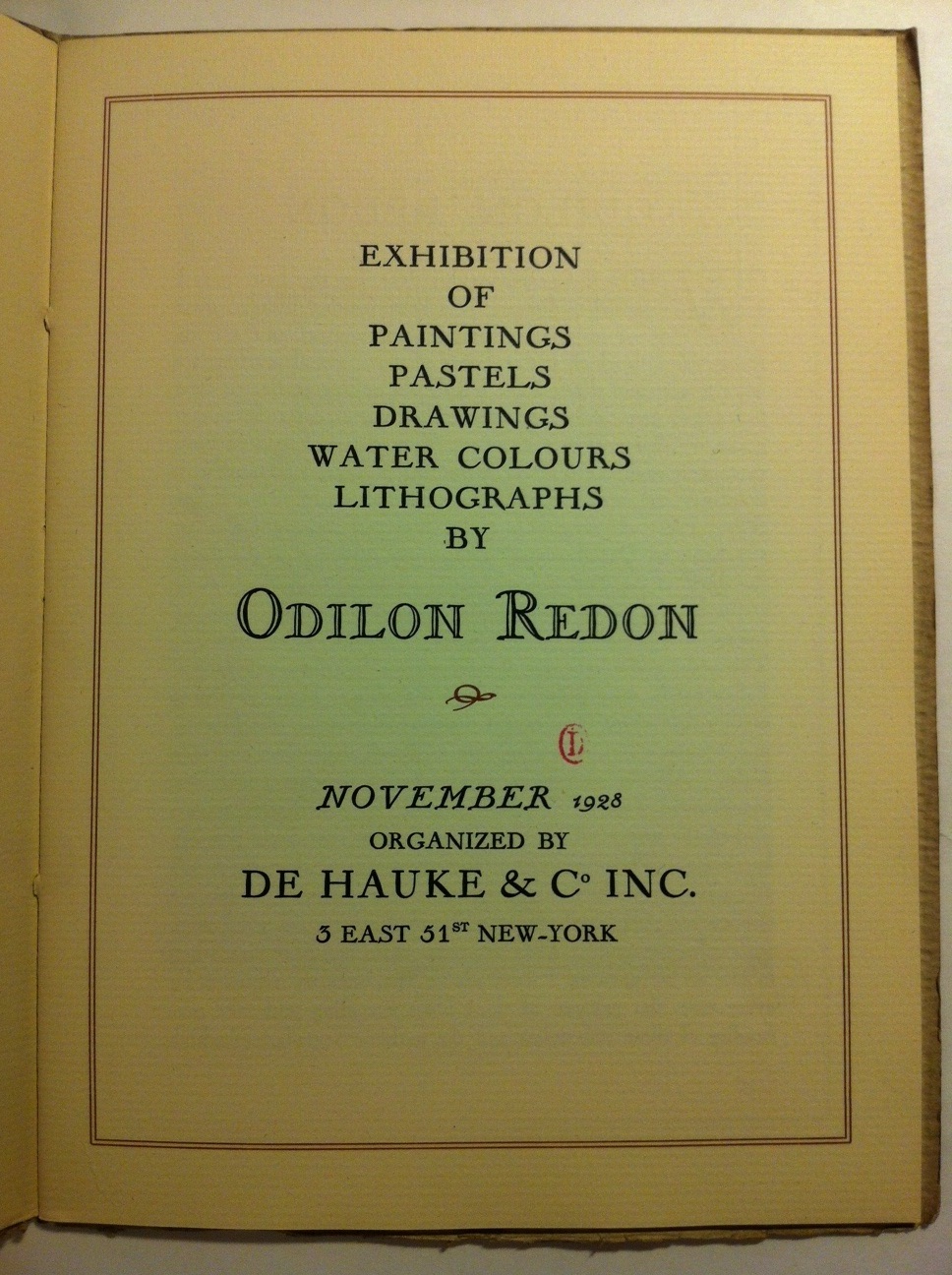
"Exhibition of paintings, pastels, drawings... by Odilon Redon, november 1928, organized by De Hauke & Co. Inc.", New York, De Hauke & Co. Inc., 1928

## Biographie
Fils d'un ingénieur franco-suisse, Francis Mange (1856-1931), directeur des travaux du Canal de Panama dans les années 1890,
et d'une mère d'origine polonaise née à Florence, Marie, comtesse Hauke (1864-1942), César Mange de Hauke est envoyé très jeune dans une école anglaise, St. Ronan's School (en), à Hawkhurst, dans le Kent, de 1911 à 1913.
Plus tard, afin de se former à l'art, il fréquente le Cabinet des Dessins du British Museum, institution à laquelle il a légué, après sa mort, seize pièces de sa collection d'arts graphiques.
De retour en France, il se rapproche des cercles artistiques, en particulier des décorateurs. Il est proche de la sœur de Paul Poiret, Nicole Groult. Il s'intéresse au travail de Jean Dunand, Pierre-Émile Legrain, André Mare, Maurice Marinot, Jacques-Émile Ruhlmann.
En 1925 il entre au service de Germain Seligman (en) et s'associe avec la société Bernheim Jeune pour créer, à New York, une succursale de la galerie Jacques Seligmann & Co., spécialisée dans la vente de tableaux français modernes prélevés dans le fonds de Bernheim Jeune (Cézanne, Seurat, Signac, etc.). Cette succursale a pour raison sociale De Hauke & Co., et est en activité de 1926 à 1930, date à laquelle Seligmann crée la galerie Modern Paintings Inc.
La galerie De Hauke & Co. fait connaître au public américain, via ses expositions, Pierre Bonnard (1928), Jacques Mauny (1930), Modigliani (1929), Odilon Redon (1928), Ker-Xavier Roussel, Edouard Vuillard, le mouvement cubiste (1930). Les œuvres étaient parfois acquises en association avec d'autres marchands, comme Roland Balaÿ, Étienne Bignou, Paul Brame, Valentine Dudensing, Knoedler, Pierre Matisse, Alex Reid & Lefèvre, etc. Une de ses transactions les plus importantes est la vente des Demoiselles d'Avignon au MoMA en 1937, qu'il réalise conjointement avec Germain Seligmann et pour laquelle ils participent tous deux financièrement à l'achat de la toile par le musée.

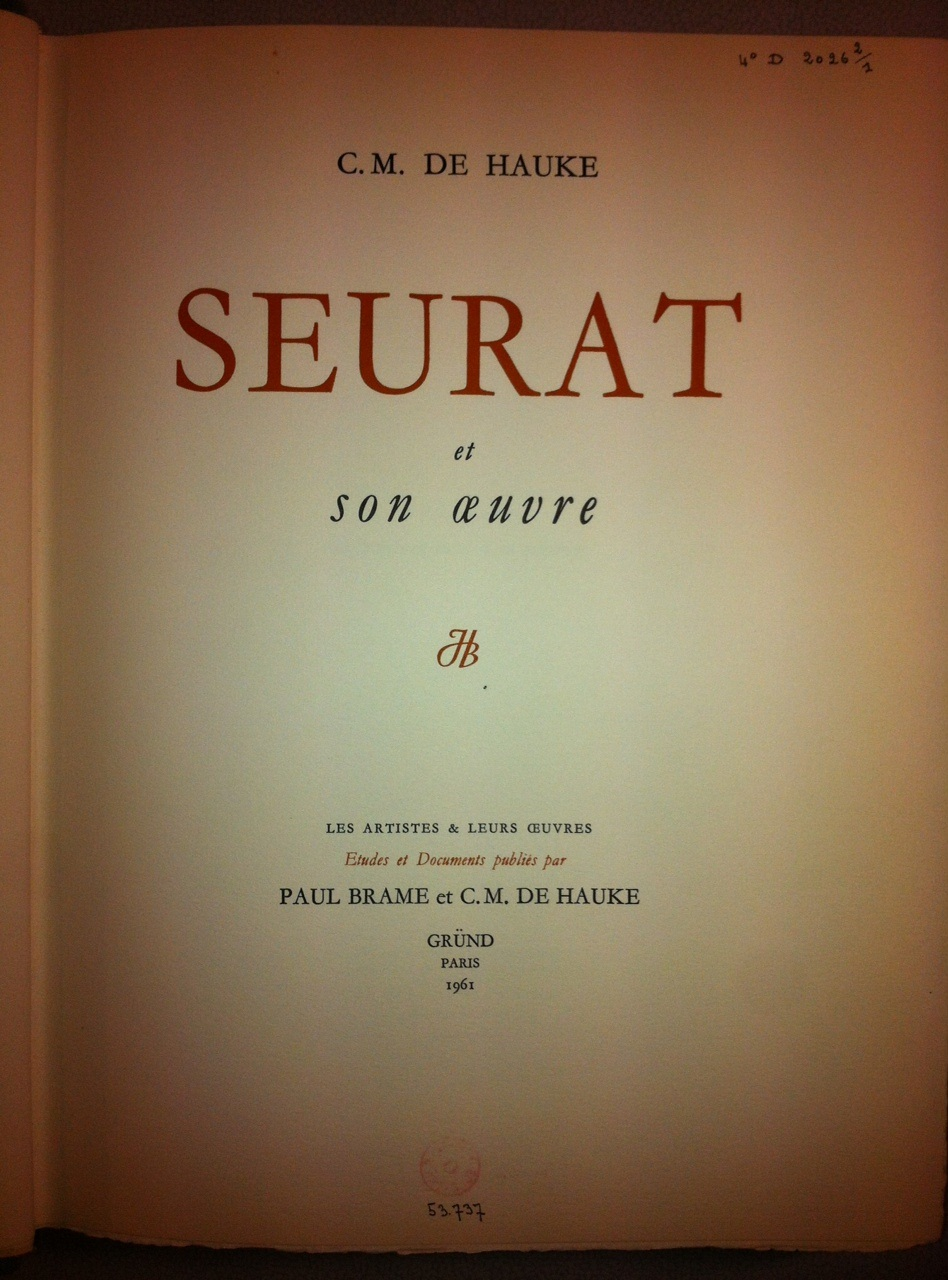
C. M. de Hauke, "Seurat et son œuvre", Paris, Gründ, 1961

À partir des années 1940, il édite avec Paul Brame la collection "Les artistes et leurs œuvres : études et documents". La collection compte trois publications, dont le catalogue de Paul-André Lemoisne, Degas et son œuvre (Paris : Arts et Métiers graphiques, "Les artistes et leurs œuvres", 1949). Lié à Félix Fénéon, dont il hérite des papiers concernant Seurat, De Hauke dresse le catalogue raisonné de l'œuvre de l'artiste qui fait toujours autorité aujourd'hui : Seurat et son œuvre (Paris : Arts et Métiers graphiques/Gründ, "Les artistes et leurs œuvres", 1961). Enfin en 1971, paraît le catalogue Toulouse-Lautrec, établi par Madeleine Grillaert Dortu (M. G. Dortu, Toulouse-Lautrec et son œuvre, New York : Collectors ed., "Les artistes et leurs œuvres", 1971).
Quoique son nom figure parmi les marchands signalés par l'association Art Looting Intelligence Unit, la seule transaction répréhensible qu'il a effectuée pendant la guerre et dont on garde aujourd'hui trace est la vente de boucles mérovingiennes à un musée allemand pour une somme de 150 000 francs.
Son implication dans le commerce d'art avec l'Occupant est donc sans commune mesure avec celle de marchands tels que Gustav Rochlitz, Martin Fabiani, Raphaël Gérard, Paul Pétridès, Louis Carré ou encore Charles Ratton qui a vendu pour plus d'1,5 million de Francs d'objets aux musées allemands.
Mange de Hauke avait un frère cadet, Roland (né en 1902), père de Marie-Claude Irène Mange Erskine et Ariane Mange Peeters, héritières de leur oncle.

### Mort
Dans son livre de souvenirs Haute curiosité, Maurice Rheims évoque la mort de César de Hauke.
Le commissaire-priseur devait vendre lors d’une vente de prestige le 15 juin 1965 au Palais Galliera un tableau de Claude Monet de 1875 nommé La promenade.
César de Hauke ne voulant pas participer physiquement à cette vente mit en place un système pour enchérir depuis le restaurant Joseph (situé rue Pierre Charron) via plusieurs intermédiaires. Mais au moment de l’adjudication du tableau vers 15h30, le marchand aurait été terrassé par un accident cardiaque; néanmoins l’acte de décès localise sa mort à l’Hôpital Laennec (7ème arrondissement) à 20h45.
Cette fin mouvementée a été adaptée pour la dernière scène du film de 1977 L’homme pressé avec Alain Delon dans le rôle du marchand.
César de Hauke a été enterré au Cimetière du Père-Lachaise (89e division).

## Œuvres de la donation à la National Gallery (1968)

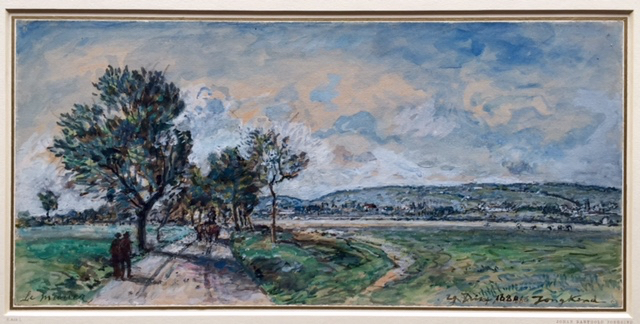
J.B. Jongkind, Route au printemps : le mûrier, 1880, aquarelle et craie noire, British Museum
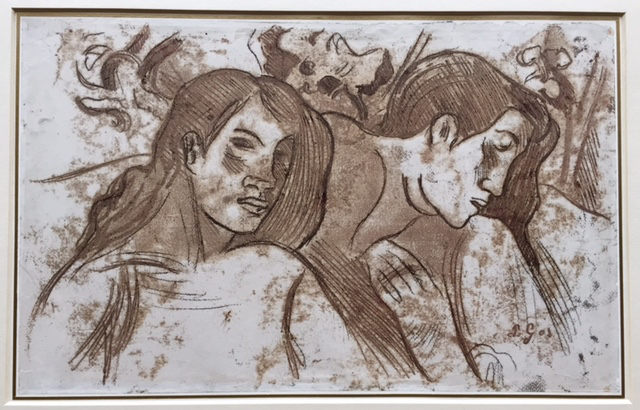
Paul Gauguin, Études de têtes tahitiennes, v. 1902, monotype et mine de plomb au revers, British Museum
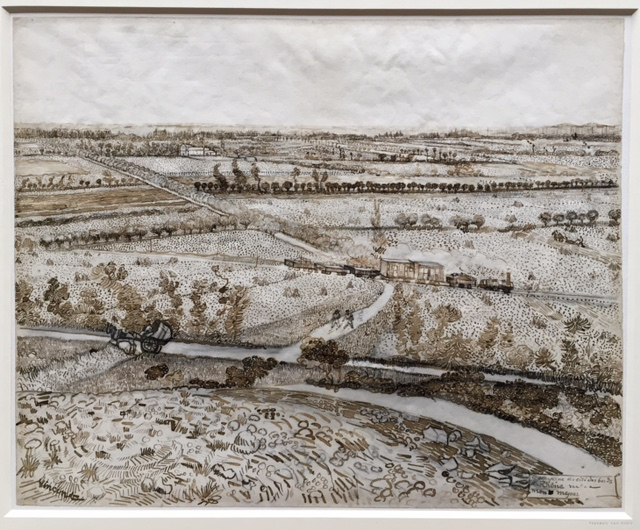
V. Van Gogh, La Crau depuis Montmajour, 1888, crayon et encre brune, British Museum

## Publications
- Paul-André Lemoisne, Degas et son œuvre, Paris : Arts et Métiers graphiques, "Les artistes et leurs œuvres", 1949, 4 vol.
- César M. de Hauke, Seurat et son œuvre, Paris : Gründ, "Les artistes et leurs œuvres", 1961, 2 vol.
- Madeleine Grillaert Dortu, Toulouse-Lautrec et son œuvre, New York : Collectors éd., "Les artistes et leurs œuvres", 1971, 6 vol.

## Documentation
Une partie de ses archives est déposée à l'Institut national d'histoire de l'art.